# Zälimxan Yaqub
Zälimxan Yaqub (azerbajdzjanska: Zəlimxan Yaqub), född 21 januari 1950 i byn Kvemo-Bolnisi i Bolnisidistriktet i Georgiska SSR i Sovjetunionen (nu Georgien), död 9 januari 2016 i Baku, var en azerbajdzjansk poet. Han tjänstgjorde som suppleant i Azerbajdzjans nationalförsamling från 1995 till 2005. Han utsågs också till Azerbajdzjans nationalpoet 2005.

## Utmärkelser
Mammad Araz litterära pris (1995), H.Z. Tagiyev-priset för böckerna Poet's Call, Wounds of the Motherland, I do not condemn you och Let your visit be accepted (1995), Shohrat Order and the Honor of the Republic of Georgia var belönat med.
2005 tilldelades han hederstiteln People's Poet of Azerbajdzjan.
Den 5 oktober 2012 tilldelade New York Association of Azerbajdzjan, som verkar i USA, Folkets Poet ett hedersdiplom och en medalj.
Zälimxan Yaqub tilldelades det internationella Nazim Hikmet Poetry Award för sina enastående tjänster till turkisk litteratur genom beslut av International Award Committee of the International Academy of Turkic World Studies i Ankara den 7 februari 2014. Zalimkhan Yagub är den första från Azerbajdzjan som får detta pris, som delas ut vartannat år till en av författarna i den turkiska världen.

## Hedersmedlemskap
Den 6 juni 2009 tilldelades han utmärkelsen Service to the Turkish World från International Academy of Turkish World Studies och valdes till hedersdoktor vid akademin.
2010 tilldelades Zälimxan Yaqub titeln hedersdoktor vid Georgian-Azerbaijani University of Education (uppkallad efter Heydar Aliyev) för sina speciella tjänster i den poetiska bevakningen av den georgisk-azerbajdzjanska vänskapen.